# Warhammer 40,000: Glory in Death
Warhammer 40,000: Glory in Death est un jeu vidéo de stratégie au tour par tour développé par Razorback Developments et édité par THQ, sorti en 2006 sur N-Gage.

## Accueil
- Pocket Gamer : 8/10[1]